# فيرديناند شيلر
فيرديناند كانينغ سكوت شيلر (16 أغسطس 1864 – 6 أغسطس 1937)، كان فيلسوفًا بريطانيًا ألمانيًا. ولد في ألتونا، هولشتاين (التي كانت في ذلك الوقت جزءًا من الاتحاد الألماني، لكنها كانت تحت إدارة دانماركية)، ودرس في جامعة أكسفورد، وأصبح أستاذًا فيها لاحقًا، بعد أن دُعي مرة أخرى إلى هناك عقب فترة قصيرة في جامعة كورنيل. وفي وقت متأخر من حياته، حاضر في جامعة ساوث كاليفورنيا. كان معروفًا في حياته بكونه فيلسوفًا، لكن أعماله قد نُسيت في معظمها بعد وفاته.
كانت فلسفة شيلر شبيهة جدًا ببراغماتية ويليام جيمس، وكثيرًا ما تماشت معها، رغم أن شيلر وصف فلسفته بأنها تنتمي للنزعة إنسانية. وقد جادل بقوة ضد الوضعية المنطقية والفلاسفة المرتبطين بها (كبرتراند راسل) وكذلك المثالية المطلقة (كإف إتش برادلي).
كان شيلر من أوائل المؤيدين لنظرية التطور، وعضوًا مؤسسًا لجمعية تحسين النسل الإنجليزية.

## حياته
ولد شيلر عام 1864، وهو أحد ثلاثة أشقاء وابن فيرديناند شيلر (تاجر في كلكتا)، وكان منزل العائلة في سويسرا. تعلم شيلر في مدرسة الرجبي وكلية باليول، وتخرج في المرتبة الأولى في الأدب الإنساني، ففاز لاحقًا بمنحة تايلور لدراسة الألمانية في عام 1887. حقق كتاب شيلر الأول، ألغاز أبو الهول (1891)، نجاحًا فوريًا رغم استخدامه لاسم مستعار بسبب مخاوفه من آراء القراء. بين عامي 1893 و1897، كان مدرسًا للفلسفة بجامعة كورنيل. وفي عام 1897 عاد إلى أكسفورد وأصبح زميلًا ومعلمًا في كوربوس كريستي لأكثر من 30 عامًا. كان شيلر رئيسًا للجمعية الأرسطية في عام 1921، وعمل لسنوات عديدة أمينًا لصنوق جمعية مايند. وفي عام 1926، انتخب زميلًا في الأكاديمية البريطانية. وفي عام 1929، عُين أستاذًا زائرًا في جامعة جنوب كاليفورنيا، وأمضى نصف كل عام في الولايات المتحدة ونصفه الآخر في إنجلترا. مات شيلر في لوس أنجلوس إما في 6 أو 7 أو 9 أغسطس 1937 بعد صراع طويل مع المرض.
كان شيلر عضوًا مؤسسًا في جمعية تحسين النسل (اليوجينيا) الإنجليزية، ونشر 3 كتب عن هذا الموضوع: تنتالوس أو مستقبل الإنسان (1924)، تحسين النسل والسياسة (1926)، والاضمحلال المجتمعي والإصلاح اليوجيني (1932).

## فلسفته
في عام 1891، قدم شيلر أول إسهام له في الفلسفة دون الكشف عن هويته. خشي شيلر من أنه في عصره المتزايد في الطبيعانية، فمن المحتمل أن تضر تكهناته الميتافيزيقية لألغاز أبو الهول بآفاقه المهنية. ومع ذلك، فإن خوف شيلر من انتقام زملائه المناهضين للميتافيزيقية لا ينبغي أن يوحي بأن شيلر كان صديقًا للميتافيزيقية. فمثل زملائه البراغماتيين عبر المحيط، كان شيلر يحاول تحديد موقع وشيط بين كل من المشهد الطبيعاني المتقشف والتجاوزات التكهنية الميتافيزيقية في عصره. وفي كتاب الألغاز:
1. يتهم شيلر المذهب الطبيعاني (الذي يسميه في بعض الأحيان الميتافيزيقا الكاذبة أو الوضعية) بتجاهل حقيقة أن الميتافيزيقا مطلوبة لتبرير وصفنا الطبيعي للعالم.
2. ويتهم «الميتافيزيقا المجردة» بتجاهل العالم الذي نعيش فيه بالفعل، وبناء عوالم خيالية كبيرة ومنفصلة.

والنتيجة، وكما يؤكد شيلر، هي أن المذهب الطبيعاني لا يمكن أن يفهم الجوانب «العليا» لعالمنا (كالإرادة الحرة، والوعي، والرب، والهدف، والمسلمات)، في حين أن الميتافيزيقا المجردة لا تستطيع فهم الجوانب «الدنيا» لعالمنا (كالأشياء غير الكاملة، والتغيير، والفيزيائية). وفي كل حالة فإننا لا نستطيع توجيه حياتنا الأخلاقية والمعرفية «الدنيا» نحو تحقيق الأهداف «العليا» للحياة، مما يؤدي في النهاية إلى التشكك في كلتا الجبهتين. فلكي تكون المعرفة والأخلاق ممكنتين، على العناصر العليا والدنيا للعالم أن تكون حقيقية، فمثلا نحن بحاجة للمسلمَّات (العليا) لكي نجعل المعرفة بالتفاصيل (الدنيا) ممكنة. ومن شأن ذلك أن يقود شيلر إلى الجدال لصالح ما دعاه في وقته «الميتافيزيقا الواقعية»، وهو ما أسماه في وقت لاحق «النزعة الإنسانية».
وبعد فترة وجيزة من نشره «ألغاز أبو الهول»، تعرف شيلر على أعمال الفيلسوف البراغماتي ويليام جيمس، فتغير مسار حياته المهنية. ولبعض الوقت، كانت أعمال شيلر تركز على توسيع وتطوير براغماتية جيمس (تحت عنوان شيلر المفضل «النزعة الإنسانية»). حتى أن شيلر راجع عمله السابق «ألغاز أبو الهول» لجعل البراغماتية الناشئة المتضمَّنة في هذا العمل أكثر وضوحًا. وفي أحد أبرز أعماله خلال هذه المرحلة من حياته المهنية، «البديهيات كمسلَّمات» (1903)، وسع شيلر من عقيدة إرادة المعرفة لدى جيمس ليظهر إمكانية استخدامها، ليس فقط في تبرير تقبل وجود الرب، بل وأيضًا في تقبل السببية، ووحدانية الطبيعة، ومفهومنا عن الهوية، والتناقض، وقانون الوسط المستبعد، والمكان والزمان، وطيبة الرب، وما هو أكثر من ذلك.
قرب نهاية حياته المهنية، بدأت براغماتية شيلر في اتخاذ طابع أكثر تميزًا من براغماتية ويليام جيمس. فقد أصبح تركيز شيلر منصبًا على معارضته للمنطق الصوري. ولفهم معارضة شيلر للمنطق الصوري، ضع في اعتبارك الاستنتاج التالي:
1. كل ملح يذوب في الماء،
2. والسيربوس لا تذوب في الماء،
3. لذلك فإن السيربوس ليست ملحًا.

من الخصائص الصورية لهذا الاستنتاج وحده (كل أ هو ب، وج ليست ب، ومن ثم فإن ج ليست أ)، فإن المنطق الصوري سيحكم على ما سبق بأنه استدلال صحيح. ومع ذلك، فقد رفض شيلر تقييم صحة هذا الاستدلال بناء على خصائصه الصورية وحسب. وجادل شيلر بأنه ما لم ننظر إلى الحقيقة السياقية فيما يتعلق بعين المشكلة التي دفعت إلى حدوث هذا الاستدلال بالفعل، فلن يمكننا تحديد ما إذا كان الاستدلال ناجحًا (أي من الناحية البراغماتية). وفي حالة هذا الاستدلال، فنظراً لأن «السيربوس ملح للطهي، لا للأغراض الكيميائية»، فمن دون معرفة ما إذا كان الغرض من هذا الجزء الاستنتاج يتعلق بالطهي أم بالكيمياء، لن نستطيع تحديد ما إذا كان صالحًا أم لا. يناقش شيلر الحقيقة الرياضية الصورية «1 + 1 = 2» ويشير إلى أن هذه المعادلة لا تصح إذا كنا نتكلم عن قطرات مياه. لم تحظ هجمة شيلر على المنطق الصوري والرياضيات الصورية باهتمام كبير أبدًا من الفلاسفة، رغم أنها تتشارك بالفعل في بعض التشابهات الضعيفة مع النظرة السياقية في نظرية المعرفة المعاصرة وكذلك مع آراء فلاسفة اللغة المعتادين.